# Isole Voron'i Ludki
Le isole Voron'i Ludki (in russo Острова Вороньи Лудки, ostrova Voron'i Ludki) sono un gruppo di isole russe disabitate, bagnate dal mare di Barents.
Amministrativamente fanno parte del Kol'skij rajon dell'oblast' di Murmansk, nel Circondario federale nordoccidentale.

## Geografia
Le isole sono situate nella parte centro-meridionale del mare di Barents, lungo la costa settentrionale della penisola di Kola, dalla quale sono separate dallo stretto Voron'i Ludki (пролив Вороньи Лудки). Distano dal continente, nel punto più vicino, circa 500 m.
Le Voron'i Ludki sono un gruppo composto da 5 isole principali e altrettanti scogli, poco al largo della costa di Murman, a nordest della foce della Voron'ja (река Воронья) e del golfo omonimo (губа Воронья).

Orientate in direzione nordovest-sudest, si sviluppano in lunghezza per circa 1,9 km e raggiungono un'altezza massima di 20,1 m s.l.m. sull'isola maggiore. 1,4 km a sudest si trova il villaggio abbandonato di Gavrilovo.
In particolare, da nordovest a sudest, le isole sono:
- Isole Malye Voronuchi (острова Малые Воронухи), sono tre isolotti e cinque scogli 160 m a nordovest di Bol'šie Voronuchi. Il maggiore è quello meridionale, di forma ovale, lungo 280 m e largo 110 m con un'altezza massima di 10,1 m s.l.m.[5] Quello settentrionale è lungo 180 m e largo 105 m, mentre quello centrale è lungo 150 m e largo 75 m. (69°12′11″N 35°48′11″E)
- Isola Bol'šie Voronuchi (остров Большие Воронухи), la maggiore, si trova al centro del gruppo; ha una forma irregolare e dista dal continente 820 m; è lunga circa 550 m e larga 450 m nella parte occidentale. Oltre al punto più alto del gruppo nella parte meridionale dell'isola, su cui è situato un punto di triangolazione geodetica,[1] a nord è presente un'altra collina di 18,8 m s.l.m.[5] (69°12′00″N 35°48′57″E)
- Isola Baklan (остров Баклан), la più meridionale e vicina al continente, è un'isoletta allungata posta 500 m a sudest di Bol'šie Voronuchi; è lunga 300 m e larga 80 m. La sua altezza massima è di 13 m s.l.m.[5] (69°11′39.5″N 35°50′06″E)

### Isole adiacenti
Oltre a due isolotti senza nome lungo la costa orientale del golfo della Voron'ja, nelle vicinanze delle Voron'i Ludki si trovano:
- Isole Gavrilovskie (острова Гавриловские), 3,25 km a sudest, sono un gruppo di una quindicina tra isole e scogli, che raggiungono un'altezza massima di 53,4 m s.l.m. sull'isola maggiore (Bol'šoj Gavrilovskij).[1] (69°09′35″N 35°57′15″E)
- Isola Kargopol'skaja Luda (остров Каргопольская Луда), a metà strada tra Baklan e Bol'šoj Gavrilovskij, è una piccola luda di forma circolare, situata 100 m a nord di capo Remjaginskij (мыс Ремягинский);[5] il suo diametro è di appena 20 m. (69°11′06.65″N 35°51′55.3″E)
- A 20 m dalla costa e 2,4 km a sudovest delle Malye Voronuchi, si trova un'isola senza nome di forma rettangolare, lunga 300 m e larga 200 m. La sua altezza massima e di 27,7 m s.l.m. e su essa è presente un punto di triangolazione geodetica.[5] Lungo la costa nordorientale si trova un isolotto, anch'esso senza nome. (69°11′42″N 35°44′06″E)
- Isola Zeleneckij (остров Зеленецкий), 8,4 km a ovest, è un'isola ovale al centro del golfo dello Zeleneckij (губа Зеленецкая). Raggiunge un'altezza massima di 27,8 m s.l.m.[5] (69°12′31″N 35°34′45.5″E)